# Bokser roku według czasopisma The Ring
Bokser roku według czasopisma „The Ring” (ang. Ring Magazine fighters of the year) – nagroda przyznawana co roku najlepszemu bokserowi roku według czasopisma The Ring. Każdy zwycięzca, od momentu powstania nagrody w 1928 roku, otrzymuje złoty i srebrny medal.
Żeby otrzymać nagrodę bokser musi spełniać 4 kryteria:
- powinien być czołowym bokserem, który poprzez swój wkład sportowy rozwija boks, nie musi być koniecznie mistrzem;
- powinien być wojownikiem, lecz również podczas pojedynku przestrzegać zasad współzawodnictwa sportowego;
- powinien mieć dobre stosunki ze społeczeństwem, w którym żyje, prowadzić właściwy styl życia;
- powinien być przykładem dla młodego pokolenia.

Po raz pierwszy tytuł najlepszego boksera był przyznany Gene’owi Tunney, najwięcej nagród otrzymał Muhammad Ali – 5. Joe Louis otrzymał nagrodę cztery razy. Rocky Marciano, Joe Frazier, Evander Holyfield i Manny Pacquiao byli posiadaczami tytułu trzy razy, а Tommy Loughran, Barney Ross, Ezzard Charles, Sugar Ray Robinson, Ingemar Johansson, Floyd Patterson, Dick Tiger, Sugar Ray Leonard, Thomas Hearns, Marvin Hagler, Mike Tyson, James Toney i Floyd Mayweather Jr., Oleksandr Usyk i Saul Alvarez po dwa razy. 42 Amerykaninów, 6 Meksykaninów, 3 Brytyjczyków, 2 Argentyńczyków, 2 Filipińczyków, 2 Ukraińców, 2 Rosjan, Niemiec, Szwed, Nigeryjczyk, Włoch, Portorykańczyk, Jamajczyk, Japończyk otrzymali tytuł „Boksera roku”.

## Spis zdobywców nagrody

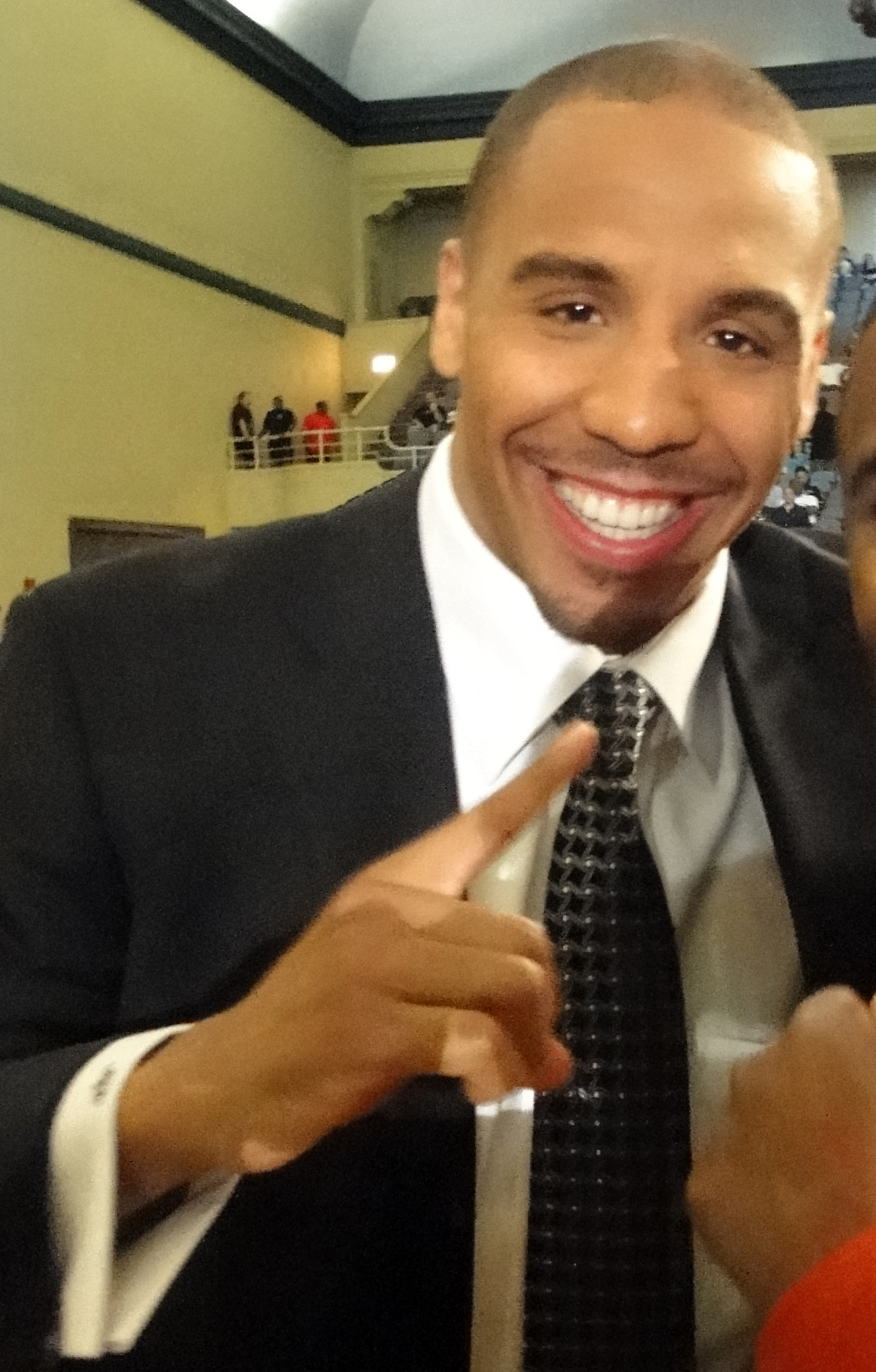
Andre Ward wygrał nagrodę w 2011 roku

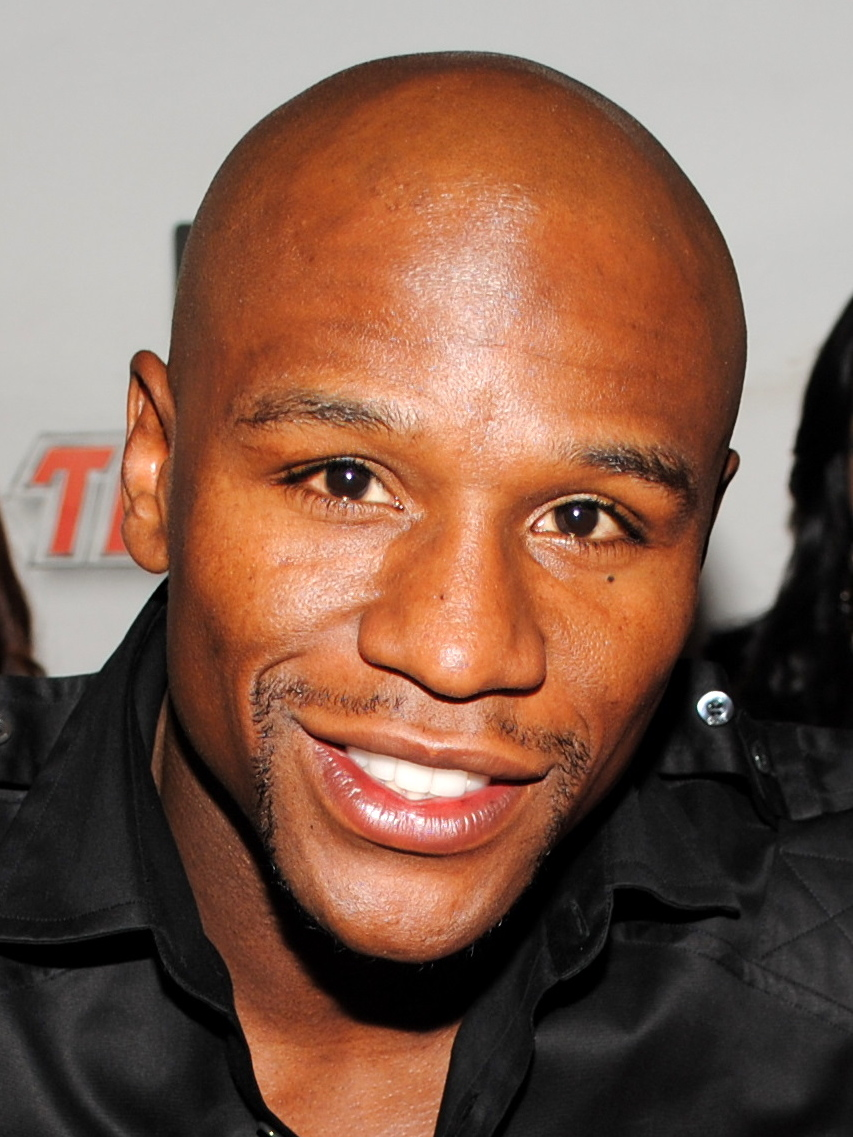
Floyd Mayweather Jr. — dwukrotny zdobywca nagrody

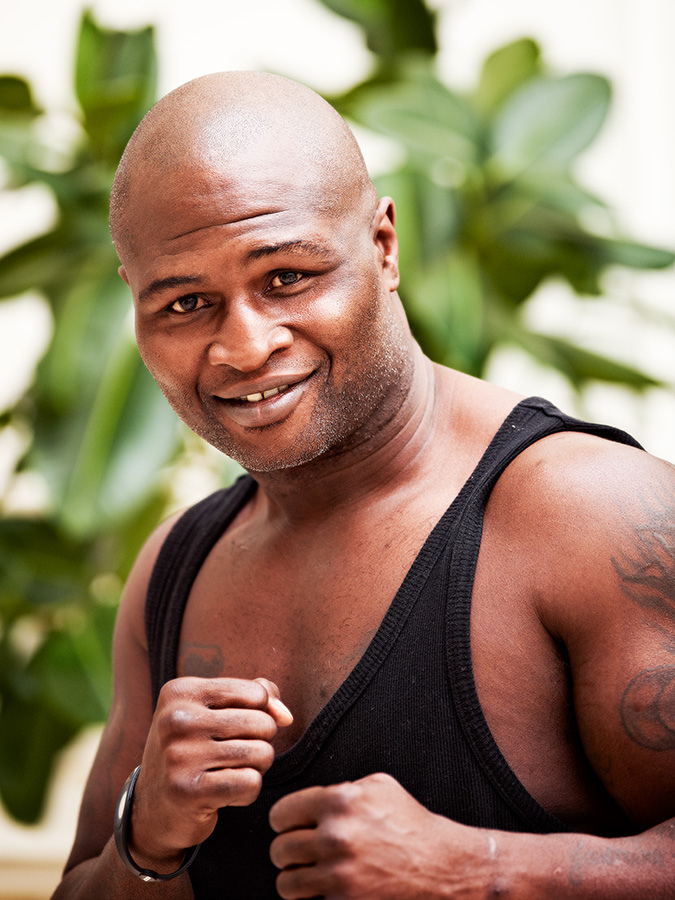
James Toney wygrywał dwa razy z odstępem dwunastoletnim

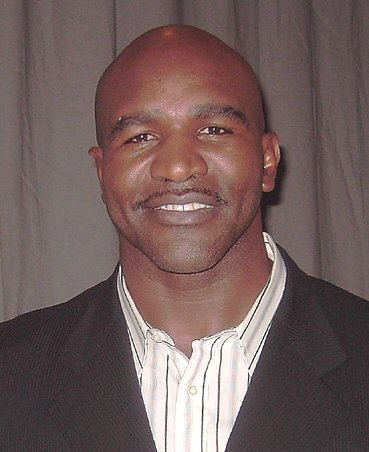
Evander Holyfield — trzykrotny zdobywca nagrody

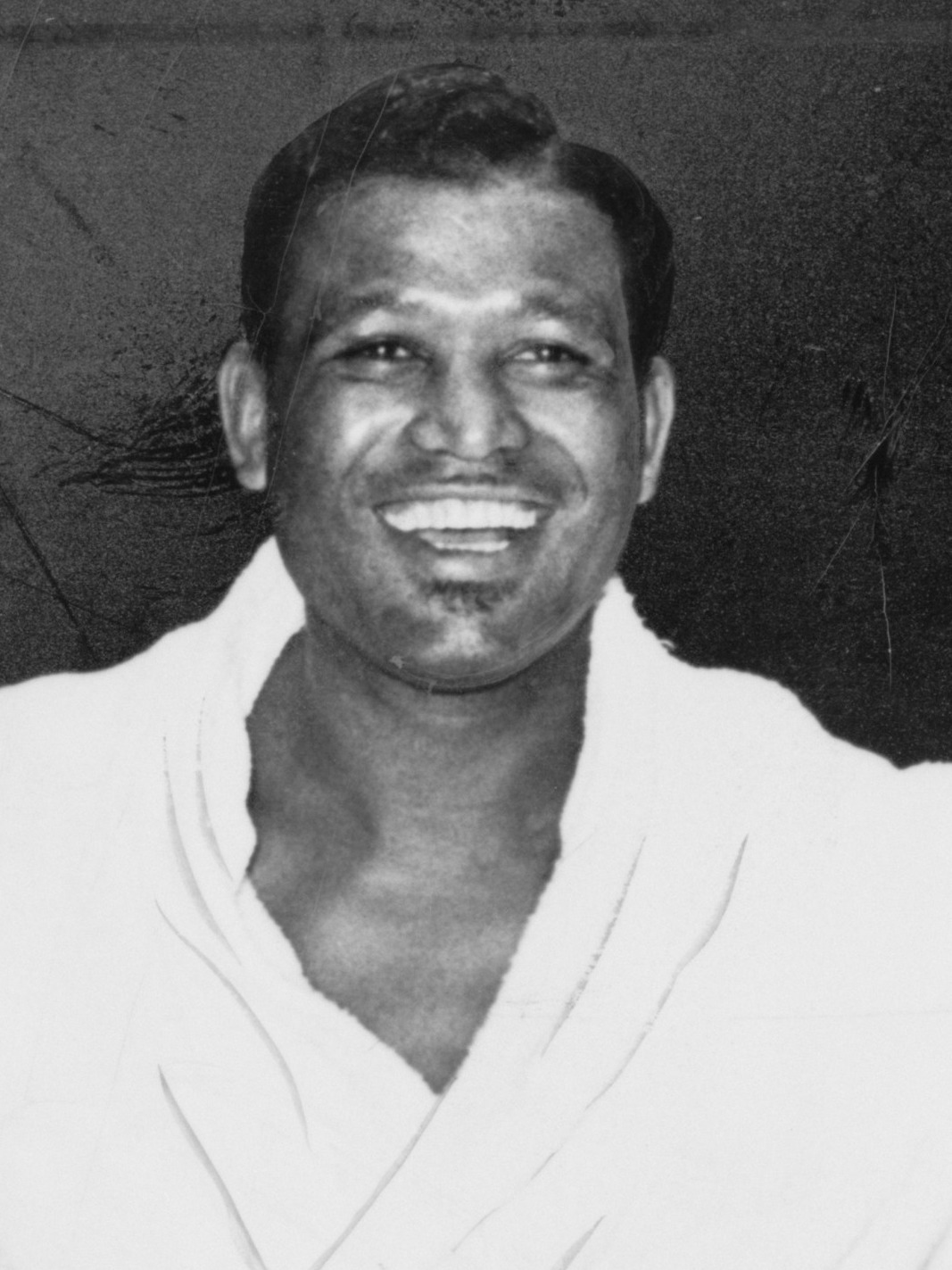
Sugar Ray Robinson wygrał nagrodę w 1942 i 1951 roku

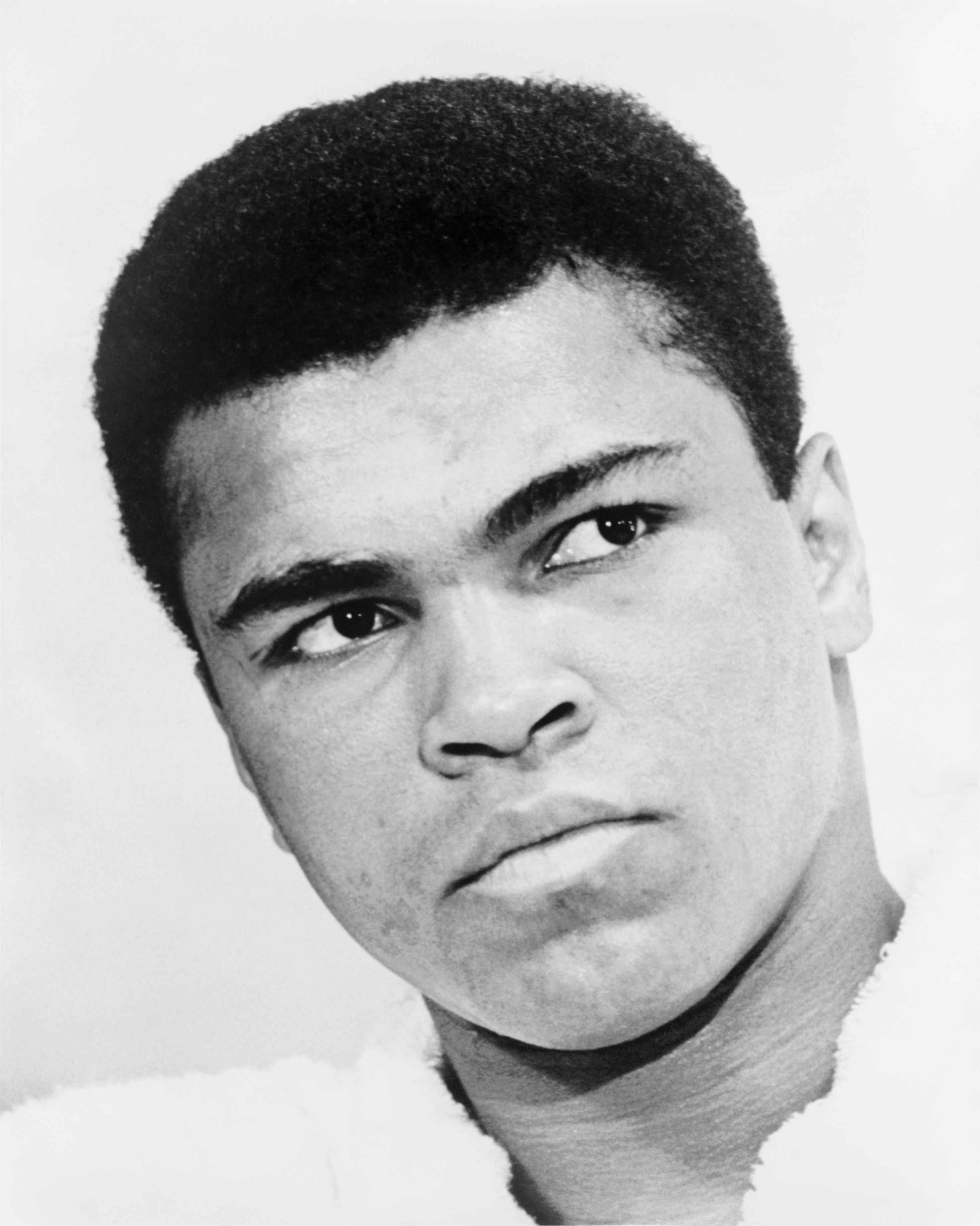
Muhammad Ali — rekordzista w ilości nagród

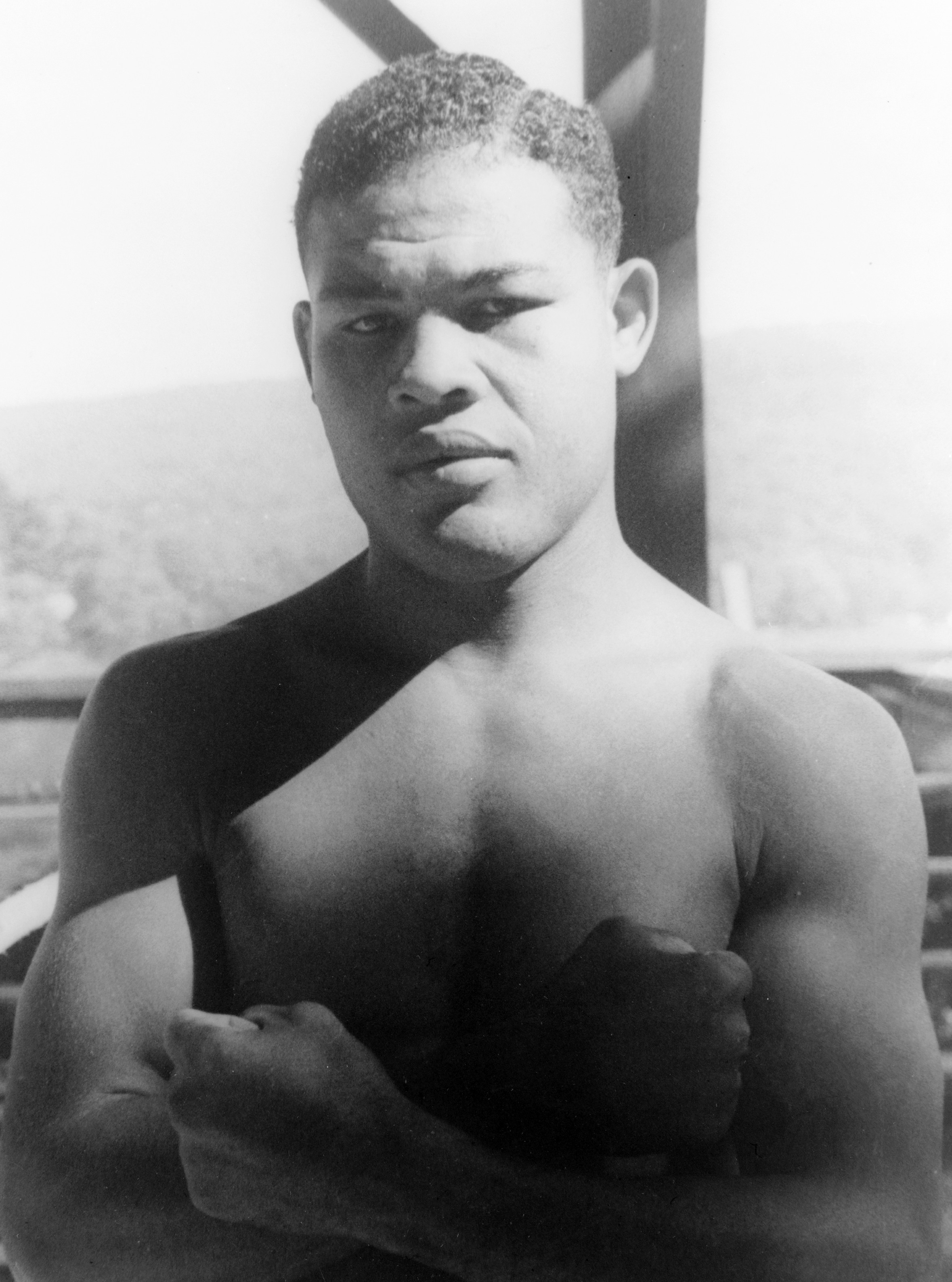
Joe Louis — czterokrotny zdobywca nagrody

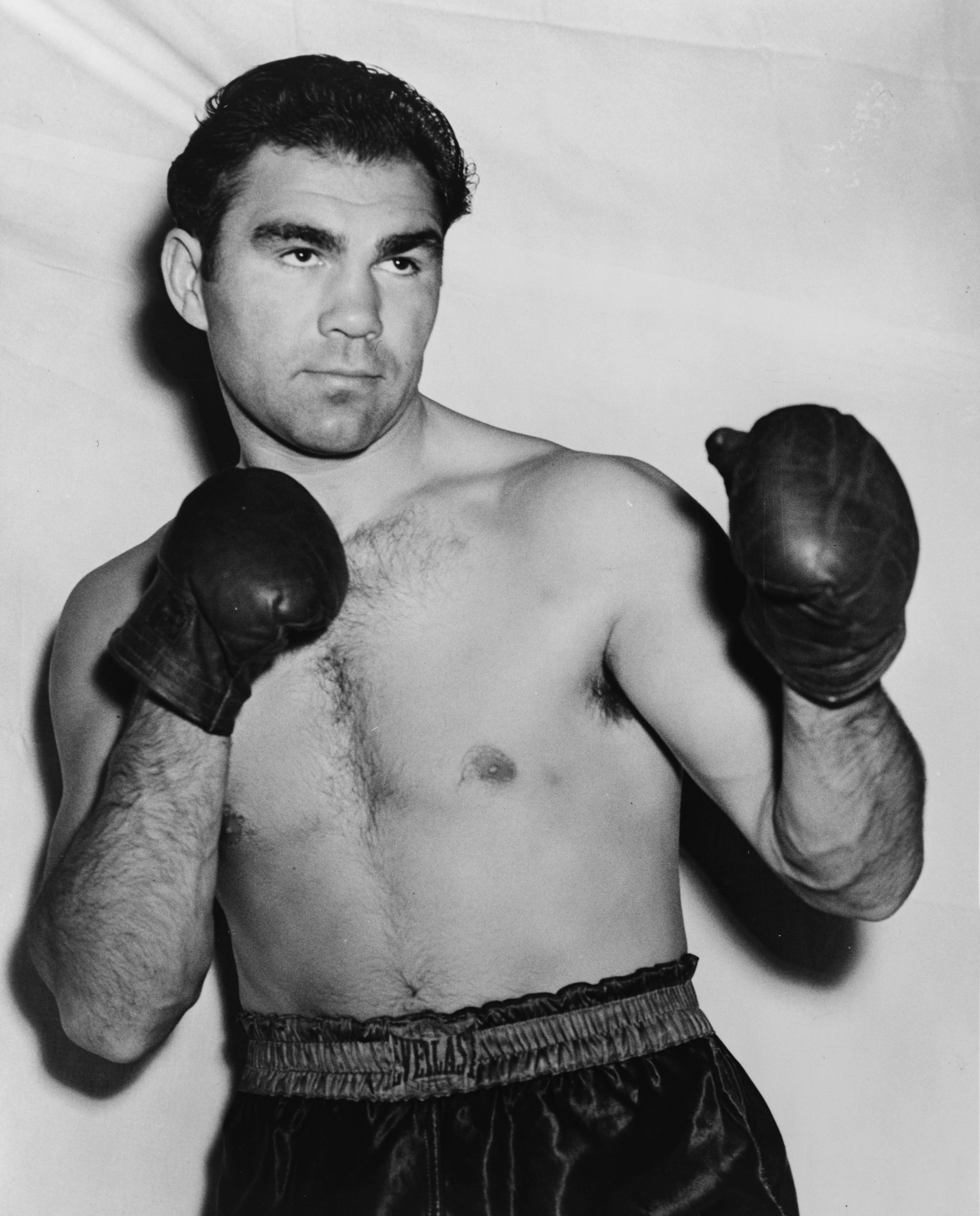
Niemiec Max Schmeling — zdobywca nagrody w 1930 roku

|            | Bokserzy występujący obecnie                         |
|            | Wybrani do Międzynarodowej Bokserskiej Galerii Sławy |
|            | brak nagrody                                         |
| Bokser (n) | Liczba tytułów Boksera roku                          |

| Rok  | Bokser                              | Narodowość                           |
| ---- | ----------------------------------- | ------------------------------------ |
| 2024 | Ołeksandr Usyk (2)                  | Ukraina                              |
| 2023 | Naoya Inoue                         | Japonia                              |
| 2022 | Dmitrij Biwoł                       | Rosja                                |
| 2021 | Saul Alvarez (2)                    | Meksyk                               |
| 2020 | Tyson Fury (2)                      | Wielka Brytania                      |
| 2019 | Saul Alvarez                        | Meksyk                               |
| 2018 | Ołeksandr Usyk                      | Ukraina                              |
| 2017 | Wasyl Łomaczenko                    | Ukraina                              |
| 2016 | Carl Frampton                       | Wielka Brytania                      |
| 2015 | Tyson Fury                          | Wielka Brytania                      |
| 2014 | Siergiej Kowalow                    | Rosja                                |
| 2013 | Adonis Stevenson                    | Kanada                               |
| 2012 | Juan Manuel Márquez                 | Meksyk                               |
| 2011 | Andre Ward                          | Stany Zjednoczone                    |
| 2010 | Sergio Gabriel Martínez             | Argentyna                            |
| 2009 | Manny Pacquiao (3)                  | Filipiny                             |
| 2008 | Manny Pacquiao (2)                  | Filipiny                             |
| 2007 | Floyd Mayweather Jr.(2)             | Stany Zjednoczone                    |
| 2006 | Manny Pacquiao                      | Filipiny                             |
| 2005 | Ricky Hatton                        | Wielka Brytania                      |
| 2004 | Glen Johnson                        | Jamajka                              |
| 2003 | James Toney (2)                     | Stany Zjednoczone                    |
| 2002 | Vernon Forrest                      | Stany Zjednoczone                    |
| 2001 | Bernard Hopkins                     | Stany Zjednoczone                    |
| 2000 | Félix Trinidad                      | Portoryko                            |
| 1999 | Paulie Ayala                        | Stany Zjednoczone                    |
| 1998 | Floyd Mayweather Jr.                | Stany Zjednoczone                    |
| 1997 | Evander Holyfield (3)               | Stany Zjednoczone                    |
| 1996 | Evander Holyfield (2)               | Stany Zjednoczone                    |
| 1995 | Óscar de la Hoya                    | Stany Zjednoczone                    |
| 1994 | Roy Jones Jr.                       | Stany Zjednoczone                    |
| 1993 | Michael Carbajal                    | Stany Zjednoczone                    |
| 1992 | Riddick Bowe                        | Stany Zjednoczone                    |
| 1991 | James Toney                         | Stany Zjednoczone                    |
| 1990 | Julio César Chávez                  | Meksyk                               |
| 1989 | Pernell Whitaker                    | Stany Zjednoczone                    |
| 1988 | Mike Tyson (2)                      | Stany Zjednoczone                    |
| 1987 | Evander Holyfield                   | Stany Zjednoczone                    |
| 1986 | Mike Tyson                          | Stany Zjednoczone                    |
| 1985 | Marvin Hagler (2)                   | Stany Zjednoczone                    |
| 1985 | Donald Curry                        | Stany Zjednoczone                    |
| 1984 | Thomas Hearns (2)                   | Stany Zjednoczone                    |
| 1983 | Marvin Hagler                       | Stany Zjednoczone                    |
| 1982 | Larry Holmes                        | Stany Zjednoczone                    |
| 1981 | Sugar Ray Leonard (2)               | Stany Zjednoczone                    |
| 1981 | Salvador Sánchez                    | Meksyk                               |
| 1980 | Thomas Hearns                       | Stany Zjednoczone                    |
| 1979 | Sugar Ray Leonard                   | Stany Zjednoczone                    |
| 1978 | Muhammad Ali (5)                    | Stany Zjednoczone                    |
| 1977 | Carlos Zárate                       | Meksyk                               |
| 1976 | George Foreman (2)                  | Stany Zjednoczone                    |
| 1975 | Muhammad Ali (4)                    | Stany Zjednoczone                    |
| 1974 | Muhammad Ali (3)                    | Stany Zjednoczone                    |
| 1973 | George Foreman                      | Stany Zjednoczone                    |
| 1972 | Muhammad Ali (2)                    | Stany Zjednoczone                    |
| 1972 | Carlos Monzón                       | Argentyna                            |
| 1971 | Joe Frazier(3)                      | Stany Zjednoczone                    |
| 1970 | Joe Frazier(2)                      | Stany Zjednoczone                    |
| 1969 | José Nápoles                        | Kuba/ Meksyk                         |
| 1968 | Nino Benvenuti                      | Włochy                               |
| 1967 | Joe Frazier                         | Stany Zjednoczone                    |
| 1966 |                                     |                                      |
| 1965 | Dick Tiger (2)                      | Nigeria                              |
| 1964 | Emile Griffith                      | Wyspy Dziewicze Stanów Zjednoczonych |
| 1963 | Cassius Clay (później Muhammad Ali) | Stany Zjednoczone                    |
| 1962 | Dick Tiger                          | Nigeria                              |
| 1961 | Joe Brown                           | Stany Zjednoczone                    |
| 1960 | Floyd Patterson (2)                 | Stany Zjednoczone                    |
| 1959 | Ingemar Johansson (2)               | Szwecja                              |
| 1958 | Ingemar Johansson                   | Szwecja                              |
| 1957 | Carmen Basilio                      | Stany Zjednoczone                    |
| 1956 | Floyd Patterson                     | Stany Zjednoczone                    |
| 1955 | Rocky Marciano (3)                  | Stany Zjednoczone                    |
| 1954 | Rocky Marciano (2)                  | Stany Zjednoczone                    |
| 1953 | Bobo Olson                          | Stany Zjednoczone                    |
| 1952 | Rocky Marciano                      | Stany Zjednoczone                    |
| 1951 | Sugar Ray Robinson (2)              | Stany Zjednoczone                    |
| 1950 | Ezzard Charles (2)                  | Stany Zjednoczone                    |
| 1949 | Ezzard Charles                      | Stany Zjednoczone                    |
| 1948 | Ike Williams                        | Stany Zjednoczone                    |
| 1947 | Gus Lesnevich                       | Stany Zjednoczone                    |
| 1946 | Tony Zale                           | Stany Zjednoczone                    |
| 1945 | Willie Pep                          | Stany Zjednoczone                    |
| 1944 | Beau Jack                           | Stany Zjednoczone                    |
| 1943 | Fred Apostoli                       | Stany Zjednoczone                    |
| 1942 | Sugar Ray Robinson                  | Stany Zjednoczone                    |
| 1941 | Joe Louis (4)                       | Stany Zjednoczone                    |
| 1940 | Billy Conn                          | Stany Zjednoczone                    |
| 1939 | Joe Louis (3)                       | Stany Zjednoczone                    |
| 1938 | Joe Louis (2)                       | Stany Zjednoczone                    |
| 1937 | Henry Armstrong                     | Stany Zjednoczone                    |
| 1936 | Joe Louis                           | Stany Zjednoczone                    |
| 1935 | Barney Ross (2)                     | Stany Zjednoczone                    |
| 1934 | Barney Ross                         | Stany Zjednoczone                    |
| 1934 | Tony Canzoneri                      | Stany Zjednoczone                    |
| 1933 |                                     |                                      |
| 1932 | Jack Sharkey                        | Stany Zjednoczone/ Irlandia          |
| 1931 | Tommy Loughran (2)                  | Stany Zjednoczone                    |
| 1930 | Max Schmeling                       | Niemcy                               |
| 1929 | Tommy Loughran                      | Stany Zjednoczone                    |
| 1928 | Gene Tunney                         | Stany Zjednoczone                    |